# Giovan Francesco Tura
Giovan Francesco Tura, o Gianfrancesco (Mantova, 1485 circa – 1542 circa), è stato un pittore italiano, documentato dal 1510 al 1546.

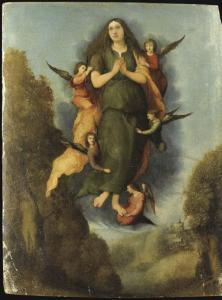
Assunzione di Santa Maria Egiziaca

Influenzato dal Correggio, tra le opere principali dipinse la pala della Madonna col Bambino e santi nella chiesa di San Martino e la Madonna col Bambino e le sante Marta e Maddalena nella chiesa di Sant'Apollonia, entrambe in Mantova. 
A volte è chiamato Tura Mantovano.

## Opere
- Sant'Elena tra san Sebastiano, san Domenico, san Pietro Martire e san Girolamo[1], olio su tela, 194x163 cm, Collezione dipinti antichi di BPER, Modena;
- Adorazione dei pastori[2], olio su tavola, 59,5x48,5 cm,  Museo Horne, Firenze;
- Madonna col Bambino e le sante Marta e Maddalena, olio su tela, 160x139,1 cm, chiesa di Sant'Apollonia, Mantova;
- Madonna col Bambino e santi, olio su tela, chiesa di San Martino, Mantova;
- Sacra Famiglia, Galleria d'Arte della Fondazione Banca Agricola Mantovana, Mantova;
- Madonna col Bambino e i santi Nicola da Bari, Sebastiano, Anna e Maddalena, olio su tela, 250x185 cm, chiesa Parrocchiale di San Nicola di Bari, Tabellano di Suzzara (MN).